# Aslonnes

Aslonnes este o comună în departamentul Vienne, Franța. În 2009 avea o populație de 1,026 de locuitori.